# Igrapiúna
Igrapiúna là một đô thị thuộc bang Bahia, Brasil. Đô thị này có diện tích 512,837 km², dân số năm 2007 là 12914 người, mật độ 25,18 người/km².